# Saxinis knausii
Saxinis knausii är en skalbaggsart som beskrevs av Schaeffer 1906. Saxinis knausii ingår i släktet Saxinis och familjen bladbaggar. Inga underarter finns listade i Catalogue of Life.